# Campeonato Norteamericano y Caribeño de Balonmano Masculino de 2022
El Campeonato Norteamericano y Caribeño de Balonmano Masculino de 2022 fue la 3.ª edición del Campeonato Norteamericano y Caribeño de Balonmano Masculino, el cual repartió una plaza para el Campeonato Mundial de Balonmano Masculino de 2023. Tuvo lugar del 26 de junio al 30 de junio de 2022.

## Fase de grupos
| Equipo         | J | G | E | P | GF | GC | DG  | PTS |
| -------------- | - | - | - | - | -- | -- | --- | --- |
| Estados Unidos | 3 | 3 | 0 | 0 | 98 | 76 | +22 | 6   |
| Groenlandia    | 3 | 1 | 1 | 1 | 87 | 89 | -2  | 3   |
| México         | 3 | 1 | 0 | 2 | 79 | 87 | -8  | 2   |
| Cuba           | 3 | 0 | 1 | 2 | 80 | 92 | -12 | 1   |

- Resultados

| Fecha | Hora  | Partido        | Partido | Partido        | Resultado |
| ----- | ----- | -------------- | ------- | -------------- | --------- |
| 26.06 | 16:00 | Estados Unidos | -       | Groenlandia    | 36-28     |
| 26.06 | 18:00 | Cuba           | -       | México         | 25-33     |
| 27.06 | 16:00 | Groenlandia    | -       | Cuba           | 27-27     |
| 27.06 | 18:00 | México         | -       | Estados Unidos | 20-30     |
| 28.06 | 16:00 | Estados Unidos | -       | Cuba           | 32-28     |
| 28.06 | 18:00 | México         | -       | Groenlandia    | 26-32     |

## Tercer y cuarto puesto
| Fecha | Hora  | Partido | Partido | Partido | Resultado |
| ----- | ----- | ------- | ------- | ------- | --------- |
| 30.06 | 16:00 | México  | -       | Cuba    | 30-35     |

## Final
| Fecha | Hora  | Partido        | Partido | Partido     | Resultado |
| ----- | ----- | -------------- | ------- | ----------- | --------- |
| 30.06 | 18:00 | Estados Unidos | -       | Groenlandia | 33-26     |

| Campeonato Norteamericano y Caribeño 2022 |
| ----------------------------------------- |
|                                           |
| Estados Unidos 1.er Título                |

## Medallero
| Estados Unidos | Groenlandia | Cuba |
| Abou Fofana Alexandre Chan Amar Amitovic Andrew Donlin Domagoj Srsen Douglas Otterström Gary Hines Ian Hüter Jakob Christiansen Joey Stromberg Nicolas Robinson Pál Merkovski Patrick Hüter Paul Skorupa Rene Ingram Sam Hoddersen Sean Corning Sebastian Wheeler Ty Reed | Akutaaneq Kreuzmann Aqqualu Sandgren Aqqualu Sorensen Archibald Lennert Inuk Hojgaard Inuk Olsen Isak Olsen Josef Frederiksen Malik Andersen Marxwell Frederiksen Miki Heilmann Milan Olsen Minik Hoegh Noah Davidsen Nuka Heilmann Pele Egede | Ángel Jesús Rivero Claudio Molis Dariel García Edmanuel Díaz Francisco Quintero Hanser Rodríguez Jorge Pren Lidier Vergara Magnol Suárez Maiko Vázquez Mario Saiz Omar Toledano Ronaldo Almeida Samuel Cordies Yosdany Rios |
| Robert Hedin (seleccionador) | Johan Zanotti (seleccionador) | Jover Hernández (seleccionador) |

## Clasificación general
| Posición | Equipo            |
| -------- | ----------------- |
|          | Estados Unidos CM |
|          | Groenlandia       |
|          | Cuba              |
| 4        | México            |